# Policarpa Salavarrieta
Policarpa Salavarrieta Ríos (Guaduas, 26 de enero de 1796 - Santafé de Bogotá, 14 de noviembre de 1817), apodada La Pola, fue una heroína   colombiana que espió para las fuerzas independentistas criollas durante la Reconquista española. Se la considera una heroína de la independencia colombiana. Fue ejecutada en la Plaza Mayor, hoy llamada Plaza de Bolívar, el 14 de noviembre de 1817.

## Biografía
Su fecha de nacimiento es el 26 de enero de 1796. Su nombre de pila varía en diferentes versiones, algunas dicen que se llamó Apolonia, Polonia o Policarpa. Se sabe que nació en el municipio de San Miguel de Guaduas, Virreinato de Nueva Granada. Su partida de bautismo no se ha encontrado, pero se cree que fue bautizada en el municipio de Tenjo según demuestran algunos manuscritos de la parroquia. Policarpa Salavarrieta Ríos se crio en una familia acomodada, que tenía lo suficiente y era respetada en la Villa de Guaduas, pero no poseía ningún estatus de hidalguía.
El testamento de su padre, don Joaquín Salavarrieta, lo muestra como un hombre de fortuna regular, que había emprendido negocios de agricultura y comercio. En el de su madre, doña Mariana Ríos, figuran ropas abundantes, alhajas de precio y menaje doméstico no escaso. Fue la quinta de siete hermanos. La casa de la familia Salavarrieta Ríos en Guaduas, que se conserva aún, convertida en museo, no es la más prestante, suntuosa o bien construida de la villa, pero tampoco es pequeña ni miserable.
La familia Salavarrieta Ríos se trasladó a vivir a Santafé de Bogotá en 1797. Se establecieron en una casa baja de tapia y teja, del barrio de Santa Bárbara. En 1802 se extendió una epidemia de viruela en la capital, a causa de la cual murieron el padre, la madre y dos hermanos de Policarpa: Joaquín y María Ignacia. Después de esta tragedia, la familia Salavarrieta Ríos se disolvió: José María y Manuel ingresaron a la comunidad agustina; Ramón y Francisco Antonio viajaron a Tena e ingresaron a trabajar en una finca; Catalina, la hermana mayor, resolvió trasladarse de nuevo a Guaduas, alrededor de 1804, con sus dos hermanos menores: Policarpa y Bibiano. Se establecieron en la casa de la madrina Margarita Beltrán, hermana de Manuela, hasta que Catalina se casó con Domingo García, y sus dos hermanos se fueron a vivir con la nueva pareja.
Del tiempo que la Pola vivió en Guaduas hay poca información, parece que se desempeñó como costurera y algunos afirman que enseñó en la escuela pública. Guaduas es entonces un sitio de obligado tránsito entre la capital y el río Magdalena, columna vertebral del país; viajeros notables, arneros, productos y noticias de todos los sucesos atravesaban constantemente la villa. En estos tiempos de guerra, Policarpa Salavarrieta compartió con su familia el espíritu patriota. Su cuñado, Domingo García, murió luchando al lado del prócer don Antonio Nariño en sus Campañas del Sur, y su hermano Bibiano fue veterano de las mismas.

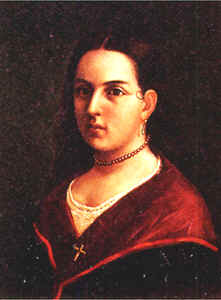
Retrato realizado por José María Espinosa.

Tampoco hay claridad sobre su nombre completo y preciso. Al respecto existen varias fuentes: su padre la llamó Apolonia al otorgar el poder de testar, y con ese mismo nombre la hizo figurar el presbítero Salvador Contreras al formalizar el testamento, el 13 de diciembre de 1802. Sin embargo, su hermano Bibiano, el más cercano en afectos y compañero suyo en Santafé, la llamaba Polita. Ambrosio Almeyda, quien conspiró con ella y recibió su protección, la llamaba Policarpa. También la llamaba Policarpa doña Andrea Ricaurte de Lozano, en cuya casa vivió y de la cual huyó para ser capturada unas cuadras al sur. En su falso pasaporte, expedido en 1817, se le denominó Gregoria Apolinaria. Contemporáneos suyos, como el mismo Almeyda, don José María Caballero, José Hilario López o don Francisco Mariano Fernández, la llamaron simplemente «La Pola». No obstante, el nombre con el que es más conocida y como posteriormente se le ha denominado en todos los homenajes póstumos es Policarpa Salavarrieta.

### Actividad política

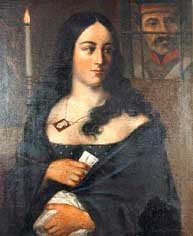
Retrato de 1857.

### Guerra de Independencia de LasProvincias Unidas de la Nueva Granada
Policarpa Salavarrieta participó en el grito de independencia del 20 de julio de 1810 a sus 15 años. Más adelante, sus actividades durante la época independentista estuvieron especialmente vinculadas con el ejército patriota de los Llanos: recibía y mandaba mensajes, compraba material de guerra, convencía individualmente a jóvenes y les ayudaba a adherirse a los grupos patriotas. Experta en espionaje, Policarpa se volvió rápidamente indispensable para la causa patriota. Trabajaba siempre al lado de algún compatriota como su hermano Bibiano, pero su compañero de trabajo más importante fue Alejo Sabaraín. Sabaraín ya había luchado junto a Nariño en el sur, y había sido capturado en 1816. Al año siguiente lo cubrió el indulto y, libre, se dedicó al espionaje. Las actividades de Policarpa tal vez no hubieran resultado sospechosas para los realistas de no ser por la huida de los hermanos Almeyda, que fueron capturados con documentos que comprometían a La Pola, además de la delación de Facundo Tovar, un ganadero venezolano infiltrado enviado por los españoles,
quien comprometió más a La Pola y a Alejo Sabaraín tras saberse del reclutamiento de soldados para el Ejército Libertador.

### Prisión y patíbulo

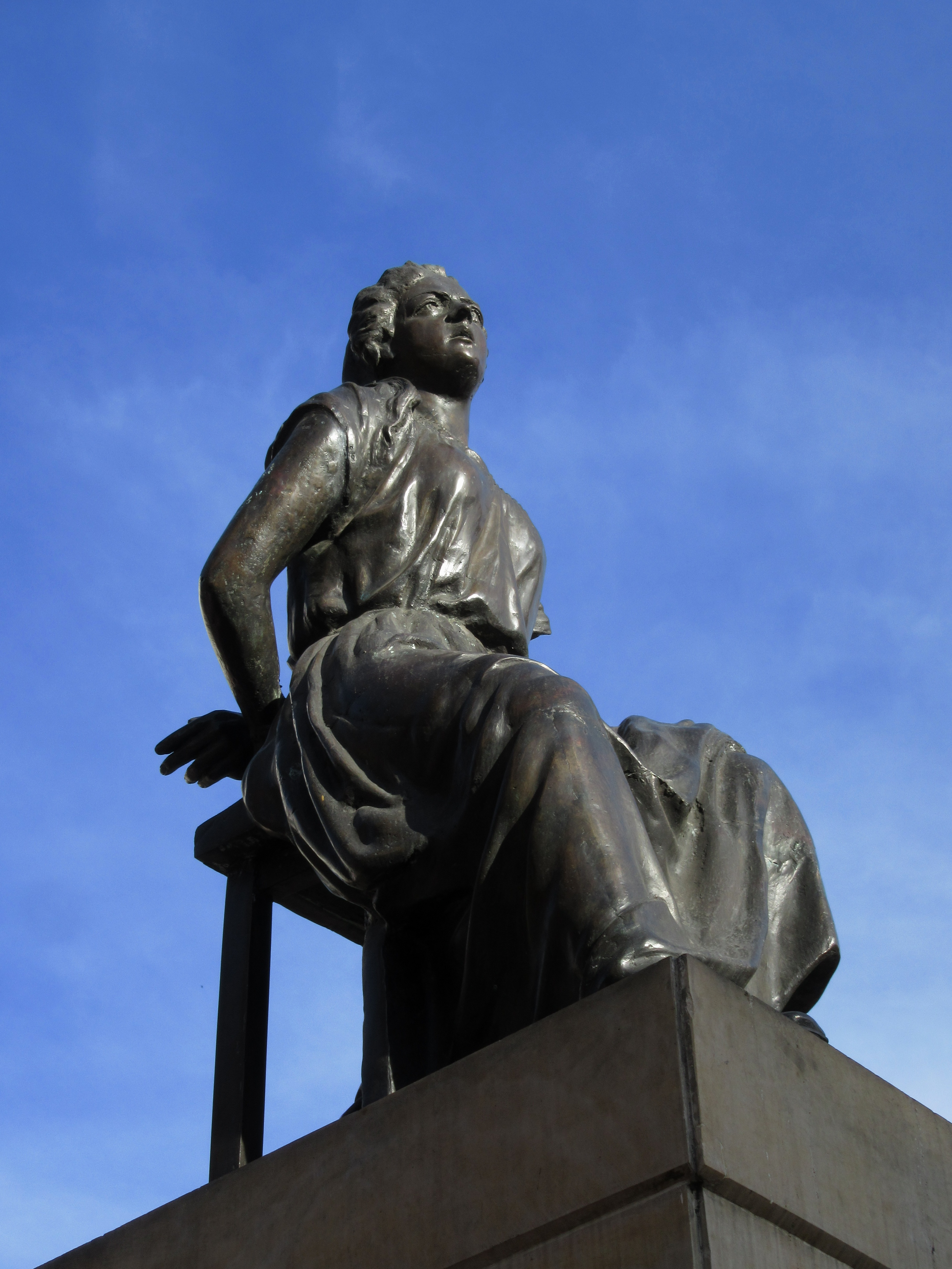
Estatua de La Pola de Dionisio Cortés, ubicada en la carrera 2 A esquina calle 18, en el distrito Las Aguas, en La Candelaria (barrio en el centro antiguo de Bogotá).

El arresto de Alejo Sabaraín Ramos fue el elemento decisivo para la captura de La Pola, pues Sabaraín tenía una lista de nombres de realistas y de patriotas que La Pola le había entregado. Hasta ese momento, Policarpa se había podido mover hábilmente por la ciudad porque estaba recién llegada y muy poca gente la conocía; además, su juventud e inteligencia le habían permitido desenvolverse con gran capacidad. El sargento Iglesias, el principal agente español en la ciudad, fue comisionado para encontrarla y arrestarla.
Cuando el sargento fue a la casa de doña Andrea Ricaurte de Lozano a arrestarla, Policarpa alcanzó a huir, pero tan solo unas cuadras al sur sería apresada. Fue encerrada en el Colegio Mayor de Nuestra Señora del Rosario convertido en cárcel.
El 10 de noviembre de 1817, el Consejo de Guerra la condenó a muerte junto con Sabaraín y otros patriotas más. Se dice que La Pola maldijo sin descanso a los españoles durante la noche anterior a su ejecución. En un momento se detuvo, cansada y sedienta, y uno de los guardias le ofreció una copa de vino. Ella arrojó el vaso de regreso a sus captores, proclamando «¡No aceptaría ni un vaso de agua de mis enemigos!». La hora y fecha determinadas para el fusilamiento fueron las nueve de la mañana del viernes 14 de noviembre de 1817. La Pola marchó con dos sacerdotes a los lados. En lugar de repetir las oraciones que recitaban los sacerdotes, maldijo a los españoles y predijo su derrota en la revolución venidera. Mientras la conducían a su ejecución, Policarpa animó a los demás prisioneros y reprendió a sus captores. Se ordenó a los condenados ponerse de espaldas porque así deberían morir los traidores al Reino de España, pero ellos solicitaron permiso para ponerse de rodillas, por considerar que esta era una posición más religiosa y apropiada.
Quedaron registradas las palabras que pronunció al subir al patíbulo, dirigidas al pueblo que iba a presenciar su ejecución:

Viles soldados, volved las armas a los enemigos de vuestra patria. ¡Pueblo indolente! ¡Cuán distinta sería hoy vuestra suerte si conocierais el precio de la libertad! Pero no es tarde: ved que ―aunque mujer y joven― me sobra valor para sufrir la muerte y mil muertes más. No olvidéis este ejemplo [...] Miserable pueblo, yo os compadezco. ¡Algún día tendréis más dignidad! [...] Muero por defender los derechos de mi patria.
Policarpa Salavarrieta

En el momento en que empezaron a disparar, miró a sus verdugos. Su cuerpo no fue expuesto en las calles de Bogotá como los de sus compañeros por ser el de una mujer. Tras ser enterrada en una fosa común en la iglesia de la Veracruz, sus hermanos sacerdotes lo reclamaron y lo guardaron en la iglesia de San Agustín.

## Trascendencia histórica
Muchos historiadores de este período consideran a Policarpa Salavarrieta la mujer más representativa de la revolución independentista colombiana. En su época, la ejecución de una mujer joven por un crimen político movió a la población y creó una gran resistencia al régimen impuesto por Juan Sámano. Si bien muchas mujeres fueron igualmente asesinadas durante la ocupación española, el caso de La Pola cautivó la imaginación popular. Su muerte inspiró a poetas, escritores y dramaturgos para inmortalizar su historia, siempre resaltando su valentía y coraje.
El 9 de noviembre de 1967, en virtud de la Ley 44 del Congreso de la República de Colombia y firmada por el presidente Carlos Lleras Restrepo, declaró en su segundo artículo el día 14 de noviembre «Día de la Mujer Colombiana» en honor de la conmemoración de la muerte de «Nuestra Heroína, Policarpa Salavarrieta».

## Homenajes
La imagen de Policarpa ha sido utilizada varias veces en los billetes y monedas de Colombia, y es una de las únicas personalidades históricas femeninas que ha aparecido en ellos (a pesar de que se han representado otras figuras femeninas, pero son simbólicas o mitológicas como la Justicia, la Libertad, una indígena nativa americana anónima, la protagonista de María, la novela de Jorge Isaacs). En 2016 cede su lugar en el billete de 10 000 pesos colombianos a la antropóloga Virginia Gutiérrez.

### En Colombia
- Estatua de La Pola de Dionisio Cortés, ubicada en la carrera 2 A esquina calle 18, en el distrito Las Aguas, en La Candelaria en Bogotá.[10]
- Policarpa municipio del departamento de Nariño,
- Policarpa un barrio de la localidad Antonio Nariño de Bogotá, y una estación del Sistema de Transporte masivo de Bogotá, TransMilenio.
- Una urbanización en Medellín,
- Un Barrio llamado "La Pola" en Ibagué, en su honor.
- Un parque llamado "La Pola" en La Plata Huila en su honor.
- Un parque igualmente llamado "La Pola", en el municipio de Ipiales, del Departamento de Nariño en su honor.
- Un barrio y un colegio: la Institución Educativa Policarpa Salavarrieta, en el sur de Montería.
- En 1911, la cervecería Bavaria lanzó al mercado una cerveza en su honor, nombrada como La Pola.[11] Aunque esta cerveza ya no se produce, el término «pola» está asociado a la cerveza en general en el territorio colombiano.[12]
- Policarpa Salavarrieta estuvo plasmada en la moneda de 5 pesos de 1980 a 1988, y en el billete de 10 000 pesos colombianos, impreso desde 1995 hasta 2016.[13]
- En 2010 el canal colombiano RCN realizó una novela titulada La Pola que contó con 200 capítulos.
- Escultura de Policarpa Salavarrieta en Chiquinquirá (Boyacá).
- PoliCarpa y sus Viciosas, banda de punk colombiano.[14]
- "La Pola" un barrio en el municipio de La Cruz del departamento de Nariño.

### En América
- En Buenos Aires, Argentina, por Ordenanza de la Municipalidad del 27 de noviembre de 1893, se dio el nombre de «Pola» a una calle que atraviesa los barrios de Villa Lugano, Mataderos y Liniers y a una estación tranviaria del premetro[15] 34°39′32″S 58°29′20″O / -34.6587971, -58.488977

- La obra de teatro Pola Salavarrieta, drama histórico en cuatro actos, del político e historiador argentino Bartolomé Mitre (1838)
- Himno a La Pola (incluido en el Cancionero argentino en 1839.[16]

- En 1870, durante el gobierno de José Balta, se inauguró la estatua de la libertad con la imagen de Policarpa Salavarrieta, en honor a la colonia colombiana de residentes en Piura (Perú).[17]
- En 1944, la dramaturga uruguaya Sarah Bollo llevó a escena la tragedia histórica titulada Pola Salavarrieta.
- En Panamá inspiró el mito de Rufina Alfaro heroína legendaria vecina de la Villa de Los Santos asociada al grito de independencia del istmo de España.

## En la televisión
En 2010, RCN Televisión produjo la serie de televisión titulada La Pola, llena de imprecisiones e invenciones al acomodo del canal. Dirigida por Sergio Cabrera y protagonizada por las actrices Carolina Ramírez y Ana María Estupiñán (Policarpa joven), toma demasiadas libertades creativas con los hechos históricos centrados en su vida y la de otros próceres de la independencia, en una adaptación especial para telenovela. Contó con varios actores españoles como Emmanuel Esparza (Alejandro Sabaraín) y Pablo Espinosa (Alejo joven).
- En Panamá,

## Moneda conmemorativa

El 10 de enero del 2023 el banco de la república pone a disposición del público la Moneda conmemorativa del Bicentenario del sacrificio de la heroína nacional Policarpa Salavarrieta.

### Sellos
Para conmemorar el 100 aniversario de la independencia de Colombia en 1910, Congreso de la República de Colombia emitió una serie de sellos que presentaban las imágenes de algunos de los Héroes de la Independencia.

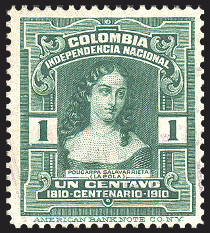
Sello conmemorativo de 1¢ (1910)